# Фізико-хімічний інститут імені О. В. Богатського НАН України
Фізико-хімічний інститут імені О. В. Богатського НАН України — науково-дослідний інститут Національної академії наук України, що знаходиться у місті Одесі. Установа має ім'я одеського хіміка Олексія Всеволодовича Богатського (1929—1983).
Інститут був створений на базі Одеських лабораторій і Дослідного заводу Інституту загальної та неорганічної хімії АН УРСР (ІЗНХ) у 1977 році. Історія радіологічних лабораторій починається з 1910 року.

## Історія
Радіологічна лабораторія (1910—1924) засновник і до 1932 року диретор усіх її реорганізованих форм — К. Д. Мякенко
Радіологічний інститут (1924—1932)
1924—1926. Інститут прикладної хімії та радіології
1926—1928. Хіміко-радіологічний інститут при ОНТУ Одеського раднаргоспу
1928—1932. Український науково-дослідний хіміко-радіологіний інститут ВСНГ УРСР
Укргірідмет (1932—1957)
(Український філіал державного науково-дослідного інституту рідкісних металів)
Одеські лабораторії ІЗНХ АН УРСР (1957—1977)
Президія АН УРСР 1 лютого затвердила такі структурні підрозділи Одеських лабораторій ІЗНХ:
- Лабораторія фізіко-хімічних методів аналізу (М. С. Полуектов)
- Лабораторія спектрального аналізу (М. Ф. Захарія)
- Лабораторія аналітичної хімії рідкісних елементів (В. А. Назаренко)
- Лабораторія хімії та технології рідкісноземельних елементів (І. Н. Целик)
- Лабораторія хімії Германію (А. І. Перфільєв[уточнити])
- Лабораторія технології рідкісних елементів (І. В. Винаров)
- Лабораторія іонного обміну (І. О. Легенченко)

Фізіко-хімічний інститут АН УРСР (1977)

## Структура

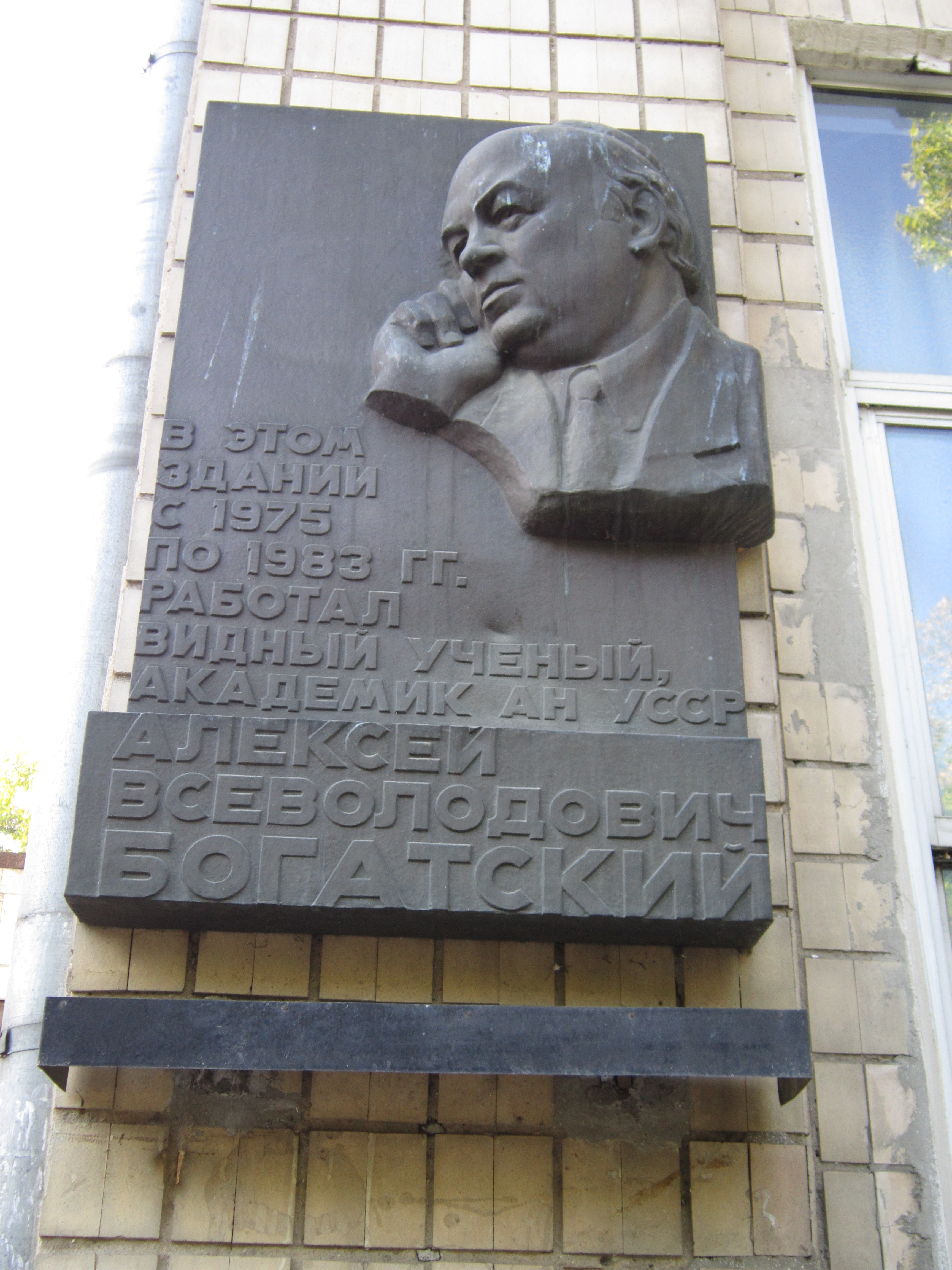
Меморіальна табличка пам'яті О. В. Богатського на будівлі інституту

Відділ № 1 Тонкого органічного синтезу
Відділ № 2 Хімії функціональних неорганічних матеріалів
Відділ № 3 Молекулярної структури та хемоінформатики
Відділ № 4 Хімії лантанідів
Відділ № 5 Медичної хімії
Відділ № 6 Каталізу
Відділ № 7 Фізико-хімічної фармакології
Відділ № 8 Аналітичної хімії і фізіко-хімії координаційних сполук
Завідувач відділом — Антонович Валерій Павлович
Відділ створений у 1986 році на базі наукових підрозділів, якими керували відомі хіміки-аналітики: академік АН УРСР М. С. Полуектов (1910—1986), член-кор. АН УРСР Назаренко Василь Андрійович (1908—1991), к.х.н. М. Ф. Захарія (1910—1989). Головне наукове спрямування відділу — застосування комплексних сполук як аналітичних форм для речовинного (speciation) аналізу неорганічних матеріалів та в біоаналітичній хімії.
Основні напрямки досліджень:
- вивчення комплексних сполук d- і 4f-металів з метою люмінесцентного визначення рідкісноземельних елементів (РЗЕ); імунофлуоресцентного аналізу; фотометричного і люмінесцентного визначення біологічно активних речовин, в тому числі лікарських препаратів;
- розробка прецизійних і неруйнуючих методів визначення форм елементів, різновалентних включно, у неорганічних оптичних матеріалах;
- методичне і апаратне удосконалення безполум'яного атомно-абсорбційного визначення ртуті;
- створення нових стандартних зразків складу;
- розробка методик визначення нормованих компонентів у об'єктах зовнішнього середовища, харчових продуктах, біорідинах людини.

## Відомі співробітники
- Лук'яненко Микола Григорович